# Урийски Алпи
Урийските Алпи (на немски Urner Alpen), известни също като Урнски или Унтервалденски Алпи, е дял на Алпите, разположен на север от централното алпийско било, между Бернските и Гларнските Алпи.

## Местоположение
Намира се се изцяло в Швейцария, в няколко кантона - Обвалден и Нидвалден (остански от някогашния Унтервалден), Вале, Ури, Берн. Обикновено Урийските Алпи не се разглеждат като отделен дял, а принадлежат към т. нар. Централни швейцарски Алпи. Според разделението, използвано в Италия от 1926 г., те са част от Бернските Алпи. На юг започват от прохода Фурка и са ограничени от долините на Аар и Ройс; на север се спускат до бреговете на Фирвалдщетското езеро (известно и като Люцернско езеро).

## Върхове
Делът се състои от два изявени масива, разделени от прохода Зустен (2224 м). На юг е масивът на връх Дамащок - първенец на Урийските Алпи със своите 3629 м. Край него са се запазили два ледника - най-вече Ронският ледник, от който тръгва едноименната голяма река, но също и по-малкия Трифт. Дамащок е заобиколен от други високи върхове като Галенщок, Тифенщок и Герщенхьорнер. Северният масив е увенчан от връх Титлис (3238 м), който също е скован от вечни ледове (Глатенфирн). Последният висок връх преди склоновете да се спуснат към езерото, е Ури Ротщок (2929 м) - връх на още един, малък масив, отделен от предишния от прохода Суренен (2292 м).

## Води
Този алпийски дял притежава характерната за цялата планина черта да се редуват високи скалисти хребети и дълбоки долини. Реки като Майен-Ройс, Енгелбергера и Зарнера (притоци на Ройс), Гадмервасер и Гентал (притоци на Аар) текат във всички посоки, подобно на ветрило. Две дълбоки ледникови езера са оформени на река Зарнера - по-голямото Зарнен и по-малкото Лунгерн.

## Туризъм
Макар и не като в останалите части на Алпите, тук също е развит зимният туризъм. Изградени са 129 км ски писти, както и 76 лифта. Най-големият курорт е Титлис-Енгелберг, комуто принадлежат половината от пистите. Планината дава отлични възможности и за летен туризъм, тъй като от склоновете на не много високите върхове се откриват великолепни гледки. Един от най-известните маршрути започва от Атингхаузен на река Ройс и достига до прохода Суренен.